# Manuel Pasqual
Manuel Pasqual (San Donà di Piave, Provincia de Venecia, Italia, 13 de marzo de 1982) es un exfutbolista italiano que jugaba de lateral izquierdo.

## Trayectoria
Manuel Pasqual, que actúa de lateral izquierdo, empezó su carrera futbolística en el Derthona F. C. Más tarde jugó en el Pordenone Calcio, Treviso y Arezzo. Con este último equipo consiguió el ascenso a la Serie B en 2004. En 2005 firmó un contrato con su actual club, la Fiorentina, equipo que lo fichó para sustituir a Giorgio Chiellini (se fue a la Juventus). Con este equipo debutó en la Serie A. Fue el 18 de septiembre en el partido Fiorentina 4-2 Udinese.

## Selección nacional
Ha sido internacional con la selección de fútbol de Italia en 11 ocasiones. Debutó el 1 de marzo de 2006, en un encuentro amistoso ante la selección de Alemania que finalizó con marcador de 4-1 a favor de los italianos.

## Clubes
| Club                | País   | Año         | PJ  | Goles |
| ------------------- | ------ | ----------- | --- | ----- |
| Derthona F. C.      | Italia | 1999 - 2000 | 15  | 0     |
| Pordenone Calcio    | Italia | 2000 - 2001 | 30  | 1     |
| F. C. Treviso       | Italia | 2001 - 2002 | 2   | 0     |
| A. C. Arezzo        | Italia | 2002 - 2005 | 108 | 2     |
| A. C. F. Fiorentina | Italia | 2005 - 2016 | 332 | 8     |
| Empoli F. C.        | Italia | 2016 - 2019 | 26  | 1     |

## Palmarés

### Campeonatos nacionales
| Título  | Club         | País   | Año     |
| ------- | ------------ | ------ | ------- |
| Serie C | A. C. Arezzo | Italia | 2003-04 |